# Robert Plehn
Robert Plehn (* 1812 in Marienburg; † 5. Juni 1884 in Potsdam) war ein deutscher Beamter und Politiker.

## Leben
Plehn war evangelischer Konfession und schlug eine Beamtenkarriere ein. Er war von 1839 bis 1850 Landrat im Kreis Marienburg in der Provinz Preußen. Zwischen 1850 und 1884 war er Rat, zuletzt Geheimer Oberrechnungsrat und Vortragender Rat bei der Oberrechnungskammer in Potsdam.
Am 31. Mai 1848 vertrat er den Wahlkreis 32. Provinz Preußen (Marienburg) in der Frankfurter Nationalversammlung. Für ihn trat Joseph Ambrosius Geritz in die Nationalversammlung ein. Vom 17. November 1848 bis zum 11. Mai 1849 nahm er das Mandat dann erneut wahr. Im Parlament blieb er fraktionslos und stimmte überwiegend mit dem Rechten Zentrum. Er gehörte zu den Abgeordneten, die Friedrich Wilhelm IV. zum Kaiser der Deutschen wählten.
Zwischen 1849 und 1852 gehörte er auch der 2. Kammer des Preußischen Landtags an und stimmte auch dort mit der Rechten. Von 1855 bis 1858 war er Mitglied im Haus der Abgeordneten des Preußischen Landtags.